# Weltbienentag

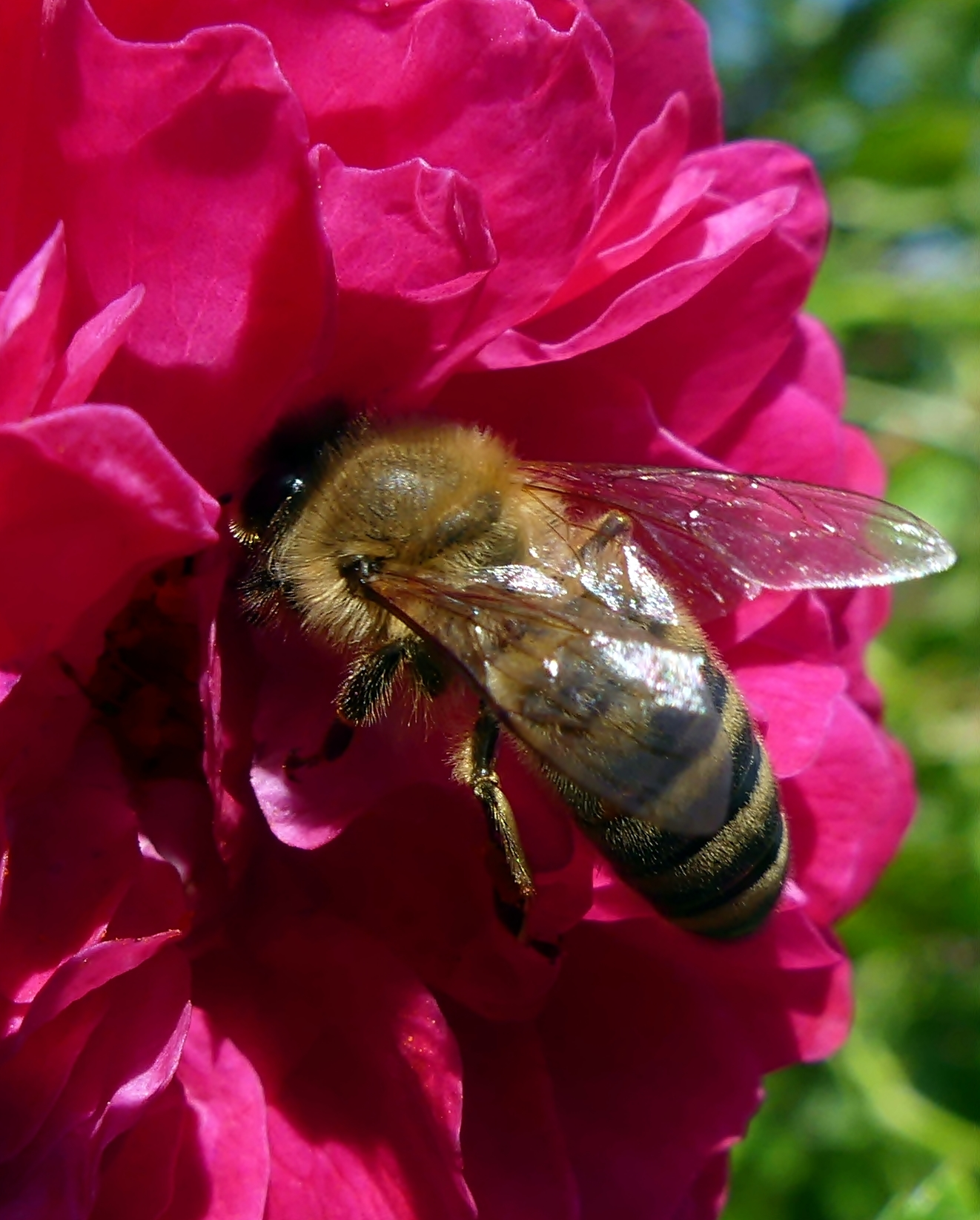
Honigbiene auf Rose

Der Weltbienentag wird seit dem Jahr 2018 am 20. Mai gefeiert. An diesem Tag des Jahres 1734 wurde Anton Janša geboren, der als Pionier der modernen Imkerei gilt. Der Gedenktag wurde von Slowenien im Rahmen der Organisation der Vereinten Nationen vorgeschlagen und am 20. Dezember 2017 angenommen. 2019 wurden auf drei Kontinenten verteilt 15 offizielle Veranstaltungen durchgeführt. In Rom fand ein Internationaler Runder Tisch statt.

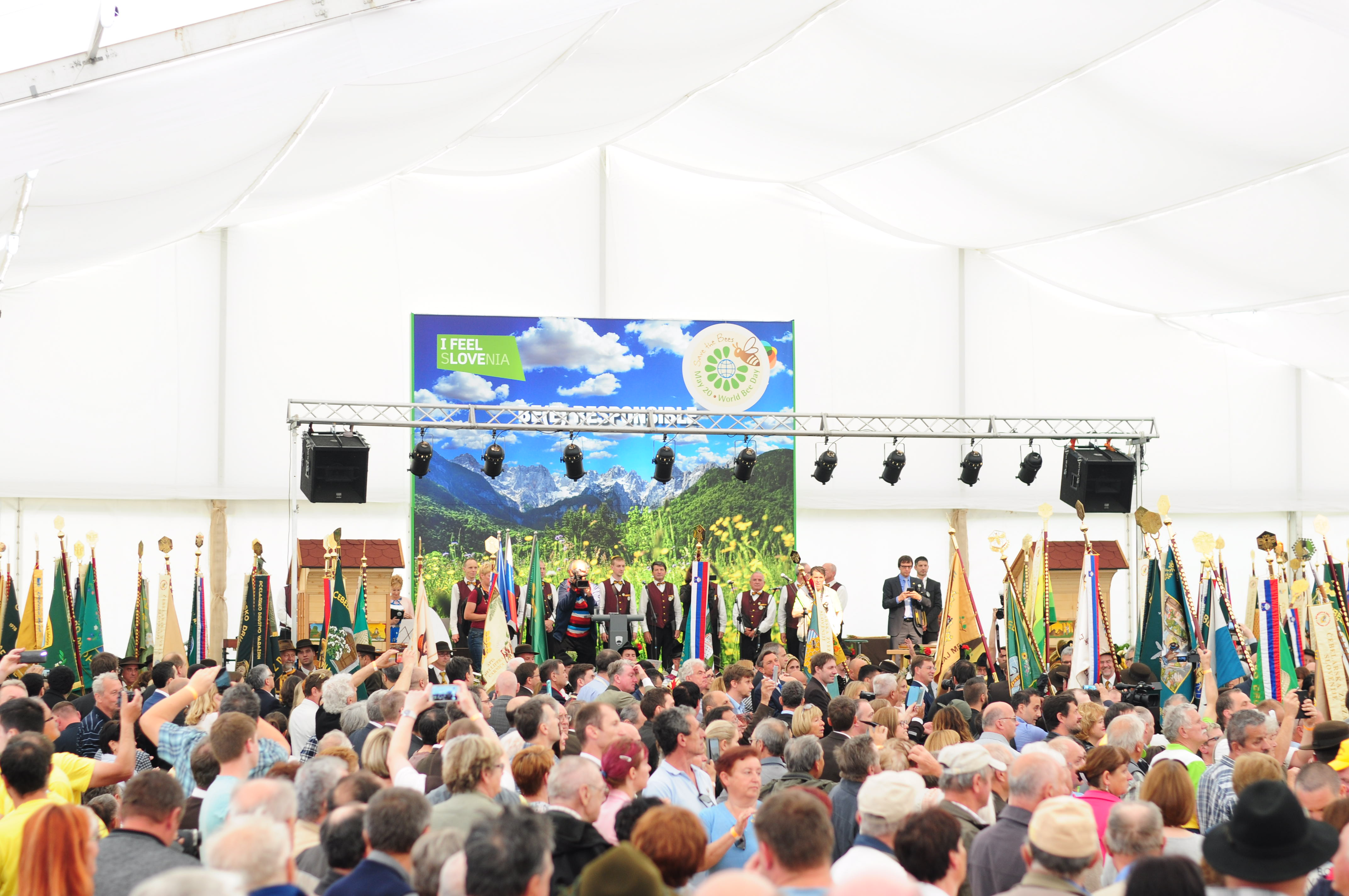
1. Weltbienentag

Ziel des Weltbienentages ist es, einer breiten Öffentlichkeit die immense Bedeutung von Bienen aufzuzeigen. Aufgrund ihrer unverzichtbaren Bestäubungsleistung fördern sie die biologische Artenvielfalt und die Nahrungssicherung der Menschen, aber auch der Tiere. Weiterhin soll mit diesem Gedenktag auf den starken Rückgang der Bienenpopulation und den erforderlichen Schutz dieser Insekten hingewiesen werden.
Bienen sind bekannt für ihre Rolle bei der Bestäubung und Honigbienen außerdem für die Produktion von Honig und anderen Bienenprodukten. Neben der Honigbiene existieren weltweit etwa 30.000 Wildbienenarten. Davon leben in Deutschland je nach Experten, Jahr der Publikation und verwendetem Artkonzept 548, gut 550, oder sogar 574 Arten, von denen fast die Hälfte als bedroht gelten.